# Opphaug
Opphaug este o localitate din comuna Ørland, provincia Sør-Trøndelag, Norvegia, cu o suprafață de 0,42 km² și o populație de 385 locuitori (2013).